# Sommerance
 Sommerance  es una población y comuna francesa, en la región de Champaña-Ardenas, departamento de Ardenas, en el distrito de Vouziers y cantón de Grandpré.
Está integrada en la Communauté de communes de l'Argonne Ardennaise.

## Demografía
| 238 | 216 | 290 | 264 | 293 | 298 | 303 | 287 | lac. | lac. | 310 | 251 | 247 | 233 | 201 | 196 | 181 | 181 | 148 | 166 | 96 | 101 | 111 | 115 | 103 | 91 | 92 | 78 | 56 | 58 | 65 | 52 | 49 | 47 |
| Para los censos de 1962 a 1999 la población legal corresponde a la población sin duplicidades (Fuente: INSEE [Consultar]) |     |     |     |     |     |     |     |      |      |     |     |     |     |     |     |     |     |     |     |    |     |     |     |     |    |    |    |    |    |    |    |    |    |